# 左翼！
左翼！（羅馬化：Levitsata!）是保加利亚的一个中间偏左至左翼的政党联盟，成立于2023年2月12日。

## 现成员
- 争取保加利亚复兴替代（英语：Alternative for Bulgarian Revival）
- 运动21（英语：Movement 21）
- 农业联盟“亚历山大·斯坦博利斯基”（英语：Agrarian Union "Aleksandar Stamboliyski"）
- 前保加利亚社会党分裂派
- 争取祖国拯救民族运动（英语：National Movement for the Salvation of the Fatherland）
- 绿党 (保加利亚)（英语：Green Party of Bulgaria）
- 政治运动“社会民主人士”（英语：Political Movement "Social Democrats"）

## 前成员
- 站起来.BG（英语：Stand Up.BG）
- 保加利亚进步路线
- 正常国家